# Hreðel
Hreðel, o Hrethel, proto-norreno *Hrōþilaz o *Hrōþila, era un re dei Geati nominato nel Beowulf. Era il nipote materno di Swerting ed ebbe tre figli: Herebeald, Hæþcyn e Hygelac; ebbe anche una figlia che sposò Ecgþeow ed ebbe da lui un figlio, Beowulf.
Hreðel morì di crepacuore quando il suo figlio maggiore Herebeald fu ucciso da suo fratello Hæþcyn in un incidente di caccia, una morte che non poteva essere vendicata. Hæþcyn gli succedette al trono.